# Hanne Darboven
Hanne Darboven (München, 29 april 1941 - Hamburg-Rönneburg, 9 maart 2009) is een Duitse kunstenares. Haar werk wordt gerekend tot de conceptuele kunst en de minimal art. Ze is vooral bekend door haar omvangrijke installaties bestaande uit vellen dichtbeschreven ruitjespapier met getallenreeksen.

## Levensloop
Hanne Darboven werd geboren als middelste van drie dochters van het welgestelde echtpaar Cäsar en Kirsten Darboven. Haar vader was eigenaar van de koffiebranderij J.W. Darboven in Hamburg-Harburg. Ze groeide op tijdens en vlak na de Tweede Wereldoorlog in Rönneburg, een zuidelijk stadsdeel van Hamburg. Ze bezocht het Walddörfer-Gymnasium in het stadsdeel Hamburg-Volksdorf, waar ze dagelijks door de chauffeur van haar vader naartoe gebracht werd.
Na een korte periode waarin ze piano studeerde, bezocht ze van 1962 tot 1965 de Hochschule für bildende Künste Hamburg (HFBK Hamburg), waar ze studeerde bij Willem Grimm en Almir Mavignier, die beide gespecialiseerd waren in grafische kunst.
In 1966 vertrok ze voor ruim twee jaar naar New York, waar ze de eerste maanden volledig geïsoleerd van de New Yorkse kunstwereld leefde. In de winter van 1966/67 raakte ze bevriend met de minimalisten Sol LeWitt en Carl Andre, en de conceptionalist Joseph Kosuth. In New York ontstonden de eerste constructieachtige tekeningen op millimeterpapier, waarin ze kalenderdata, optelsommen en cijfersommen volgens zelfgekozen rekenmodellen verwerkte. Ze ontwikkelde diverse systemen van cijferreeksen in kolommen en vakken, gerangschikt volgens schijnbaar willekeurige berekeningen. Bekend zijn haar kalenderberekeningen: lange reeksen optellingen van dag, maand en jaar, volgens strikt vooraf bepaalde structuren (bijvoorbeeld 3 5 7 5 3) met complexe variaties.
In 1967 kreeg Darboven haar eerste solotentoonstelling in de Galerie Konrad Fischer in Düsseldorf. In 1969 keerde ze naar Hamburg terug. In deze periode begon ze met het overschrijven van gedichten volgens een eigen ordeningssysteem. In 1973 kreeg ze haar eerste tentoonstelling bij Leo Castelli in New York.
Van 1975 tot 1999 werkte Darboven aan haar magnum opus, het uit 32 delen bestaande boekwerk Schreibzeit, bestaande uit volgeschreven vellen papieren met gecodificeerde teksten of getallenreeksen, soms met diagrammen en foto's. Veel teksten in Schreibzeit hebben een literair, filosofisch of historisch karakter. Zo gebruikte ze in het deelwerk Friedrich II, Harburg 1986 vierhonderd maal het motief van een ansichtkaart uit 1910 met een gezicht op een plein in Harburg, waarop ook het stamhuis van de familie Darboven is te zien. Daarnaast bevat het werk negentien vellen papier waarop ze de biografie van Frederik II van Pruisen had overgeschreven, vier vellen die de transitie naar het heden vormen, zeven vellen voor jaartalberekeningen, en 365 vellen voor datumberekeningen. Die laatste zijn het resultaat van cijfersommen, waarbij elke dag een eigen getal krijgt en daarmee uniek wordt. Het begrip 'tijd' vormt het belangrijkste inhoudelijke element van haar werk. In haar eigen woorden: "Is er tijd zonder geschiedenis?". Vanaf 1980 begon ze in Schreibzeit getallenreeksen in muzieknoten om te zetten (bijvoorbeeld getal 0 = noot d, enz.), die ze door professionele musici voor verschillende instrumenten liet arrangeren.
De internationaal gevierde kunstenares leefde het grootste deel van haar leven teruggetrokken in de verbouwde herenboerderij “Am Burgberg” van haar familie in Hamburg-Rönneburg. Daar overleed ze in 2009 op 67-jarige leeftijd aan lymfeklierkanker. Haar graf bevindt zich op het uitgestrekte landgoed in Hamburg-Rönneburg.

## Hanne Darboven Stichting en Documentatiecentrum
In het jaar 2000 richtte Darboven een naar haar genoemde stichting ("Hanne Darboven Stiftung") op, die zich ten doel stelt "het omvangrijke oeuvre van de stichteres als internationaal erkend kunstenares te bewaren en openbaar toegankelijk te maken", en daarnaast jonge kunstenaars te ondersteunen. Voorzitter van de stichting is de advocaat en rechtsgeleerde Christoph H. Seibt. Na de dood van Darboven verwierf de stichting in 2012 het geboortehuis van Darboven in Rönneburg met het doel hier een wetenschappelijk documentatiecentrum in te richten. Het "Hanne Darboven Dokumentationszentrum" in de villa "Am Burgberg" werd op 25 februari 2017 geopend.

## Eerbewijzen (selectie)
- 1985: Edwin-Scharff-prijs van de vrije en hanzestad Hamburg
- 1994: Lichtwark-prijs van de stad Hamburg
- 1997: lid van de Akademie der Künste in Berlijn
- 2000: ereprofessoraat aan de Hochschule für bildende Künste Hamburg
- 2011: vernoeming van de straat Hanne-Darboven-Ring in Hamburg-Eißendorf

## Tentoonstellingen (selectie)
- 1967: Galerie Konrad Fischer, Düsseldorf (met Charlotte Posenenske)
- 1969: Kunsthalle Bern: When Attitudes Become Form – Live in your head
- 1970: Art & Project, Amsterdam
- 1972: documenta 5, Kassel
- 1973: Biënnale van São Paulo, São Paulo
- 1974: Kunstmuseum Basel: Ein Monat, ein Jahr, ein Jahrhundert; Leo Castelli, New York; Ileana Sonnabend Gallery, New York
- 1977: documenta 6, Kassel
- 1979: Biënnale van Sydney, Sydney
- 1982: documenta 7, Kassel
- 1982: Biënnale van Venetië, Venetië
- 1984: Düsseldorf: Von hier aus – Zwei Monate neue deutsche Kunst in Düsseldorf
- 1989: Museum Ludwig (locatie Rheinhalle), Keulen: Bilderstreit
- 1990: Portikus, Frankfurt; Museum of Contemporary Art, Los Angeles
- 1996: Dia Center for the Arts, New York
- 1997: Staatsgalerie Stuttgart: Kinder dieser Welt; Neue Nationalgalerie, Berlijn; Haus der Kunst, München
- 1999: Deichtorhallen, Hamburg: Hommage à Picasso (met Andrea Zittel, Inez van Lamsweerde)
- 2002: documenta 11, Kassel: Poems: 4 × 136, Wunschkonzert, installaties, films, strijkerssextet, opus 44
- 2003: MUMOK, Wenen: Hanne Darboven. Bücher
- 2006: Deutsche Guggenheim, Berlijn: Hommage à Picasso (1995–2006)
- 2010: Museum für Moderne Kunst, Frankfurt am Main: Radical Conceptual
- 2011: Museum für Moderne Kunst, Frankfurt am Main: MMK 1991–2011. 20 Jahre Gegenwart
- 2013: Fondazione Prada, Venetië: When attudes become Form
- 2014: Museo Nacional Centro de Arte Reina Sofia, Madrid:  The order of time and things
- 2015: Bundeskunsthalle, Bonn: Zeitgeschichten; Haus der Kunst, München: Aufklärung/Enlightenment
- 2017: Sammlung Falckenberg – Deichtorhallen Hamburg: Hanne Darboven – Gepackte Zeit
- 2017: Hamburger Bahnhof, Berlijn:  Hanne Darboven. Korrespondenzen
- 2020: Museum Küppersmühle für Moderne Kunst, Duisburg: Hanne Darboven – Der Regenmacher

## Openbare collecties
Werken van Hanne Darboven bevinden zich in tal van museale collecties, waaronder Stedelijk Museum Amsterdam, Museum Boijmans Van Beuningen (Rotterdam), Van Abbemuseum (Eindhoven), CODA (Apeldoorn), Koninklijke Musea voor Schone Kunsten van België (Brussel), Stedelijk Museum voor Actuele Kunst (Gent), Hamburger Bahnhof (Berlijn), Hamburger Kunsthalle (Hamburg), Städel Museum (Frankfurt am Main), Ludwig Forum für Internationale Kunst (Aken), Museum Abteiberg (Mönchengladbach), Kunstmuseen Krefeld, Museum Küppersmühle für Moderne Kunst (Duisburg), Schaulager (Bazel), Nationaal Museum voor Kunst, Architectuur en Design (Oslo), Centre Georges Pompidou (Parijs), FRAC (Duinkerke), MADRE (Napels), Museo Nacional Centro de Arte Reina Sofía (Madrid), Tate Gallery (Londen), Museum of Modern Art (New York), Dia:Beacon (New York State), National Gallery of Art (Washington), Art Institute of Chicago, San Francisco Museum of Modern Art en National Gallery of Victoria (Melbourne).